# سایه (فیلم ۱۳۳۸)
سایه فیلمی به کارگردانی و نویسندگی امین امینی محصول سال ۱۳۳۸ است.
این فیلم در زمرهٔ آثار نایاب و یا کم‌یاب سینمای ایران قرار دارد و اطلاعات موجود دربارهٔ آن محدود است.

## خلاصه داستان
شباهت یک جنایتکار با مردی ساده که کارش بازیگری تئاتر است و به تازگی با دختر محبوبش نیز نامزد شده، مشکلاتی به وجود می‌آورد. جنایتکار تحت تعقیب است و سعی می‌کند با استفاده از این شباهت، ضمن عملی کردن نقشه‌های شیطانی‌اش به موقع خود را از مهلکه برهاند. پلیس با همکاری بازیگر تئاتر، یکی از هنرپیشگان را به شکل مقتول درآورده و او را سر راه تبهکار قرار می‌دهند. قاتل با دیدن مقتول سعی در گریز دارد اما پلیس با هوشیاری سبب گرفتاریش می‌شود.

## بازیگران
- امین امینی
- شهین
- رضا کریمی
- رقیه چهره‌آزاد
- منصور والامقام
- محمد خامه‌سیفی
- نیکتاج صبری
- نصرت‌الله کنی
- مورین